# Сотовые телефоны Атлас
Телефоны М-633С с аппаратной криптографической защитой речевой информации — модификация модели GSM-телефона SMP-АТЛАС/2. Изготавливаются научно-техническим центром «Атлас» на зарубежной элементной базе, оснащены цветным дисплеем и MP3 плеером. Первыми в 2012 году их взял на вооружение Следственный комитет Российской Федерации, в 2013 году — сотрудники завода «Арсенал» из-за роста утечек секретных сведений.
В 2018 году в СМИ опубликованы сведения, что в военном исполнении телефоны стали более защищёнными от физического воздействия: изделие выполнено в металлопластиковом корпусе, с сапфировым стеклом и противоударной прорезиненной накладкой, может работать при температурах от минус 20 до плюс 50 градусов и после получасового погружения в воду на метровую глубину. Весит аппарат 130 г.
Телефоны оснащены аппаратной криптографической защитой речевой информации. Работают в обычных сетях GSM с SIM-картами «Мегафона», поскольку только у этого оператора есть лицензия НТЦ «Атлас» на шифрованную связь. Защищён только речевой канал, но не SMS и другие виды передачи данных. В случае дистанционной активации режима пропажи через сотовую сеть аппарат обеспечивает экстренное стирание ключей шифрования.

Армейским командирам, допущенным к документам «особой важности» (ОВ, высшая категория секретности в России), начали выдавать отечественные защищённые мобильные телефоны. Аппараты стоимостью 115 тыс. рублей позволяют через гражданские сотовые сети, в том числе из-за границы, выходить на зашифрованные линии военных коммуникаций РФ.— Известия от 22 февраля 2018 года
Появившиеся в 2018 году сведения о стоимости телефонов и сравнение их характеристик как с потребительскими моделями, так и аналогичными зарубежными разработками вызвали критику не только со стороны общества и СМИ, но и на специализированном информационном ресурсе «Военное обозрение»:

Производство одной и той же модели шифрофона на протяжении как минимум 6 лет едва ли может способствовать сохранению необходимого уровня безопасности. За прошедшие годы разведка США наверняка имела возможность изучить элементную базу, получив информацию и образцы «секретных» чипов напрямую от производителя.
Мы ничуть не отрицаем важности ведения конфиденциальных переговоров, но перечисленные особенности и история появления М-633С «Атлас» вызывают тревогу за сохранение государственной тайны.— «Военное обозрение»

## Производитель
- ФГУП НТЦ Атлас[9] — производитель мобильных телефонов из России

## Список моделей
- SMP-Атлас/2[10]
- М-633С «Шмель»[11]
- М-633С «Пчела»